# John Arbuthnot
John Arbuthnot, por vezes chamado simplesmente de Dr. Arbuthnot (baptizado a 29 de abril de 1667 - 27 de fevereiro de 1735) foi um médico, satírico e sábio de Londres. É conhecido pelas suas contribuições na área da matemática, a sua participação do Scriblerus Club (onde inspirou tanto o terceiro livro de "As Viagens de Gulliver" de Jonathan Swift e vários trabalhos de Alexander Pope), e por ter inventado uma caricatura popular inglesa chamada John Bull.

## Biografia
Quando estava na sua meia-idade, Arbuthnot, queixando-se do trabalho de Edmund Curll, assim como o de outros autores, que encomendavam e inventavam uma biografia logo que um autor morria, disse: "A biografia tornou-se um dos novos terrores da morte", e assim, escrever uma biografia sobre Arbuthnot torna-se difícil devido à sua própria relutância em deixar documentos sobre si próprio. Alexander Pope revelou a Joseph Spence que Arbuthnot deixava os seus filhos brincar e até queimar alguns dos seus trabalhos escritos. Ao longo de toda a sua vida profissional, este intelectual escocês mostrou grande humildade e sociabilidade e os seus amigos queixavam-se de que nunca aceitava louvores pelo seu trabalho.
Arbuthnot nasceu em Kincardineshire na costa noroeste da Escócia, filho do reverendo Alexander Arbuthnot, um padre episcopal, e de Margaret Lammie. É possível que se tenha licenciado na Universidade de Marischal em Artes em 1865. Embora os seus irmãos se tenham juntado aos Jacobitas em 1689, John preferiu ficar do lado do pai. Um dos seus irmãos, Robert, fugiu do país após lutar do lado do rei Jaime II & VII em 1689 e tornou-se bancário em Ruão. Um dos seus meios-irmãos, George, fugiu para a França e tornou-se comerciante de vinho. Contudo, quando os reis Guilherme e Maria chegaram ao trono e o Decreto de Estabelecimento exigia que todos os padres lhes jurassem lealdade como novos chefes da Igreja de Inglaterra, o seu pai recusou-se a fazê-lo. Por esse motivo, foi afastado da sua igreja e John estava presente para tratar dos seus assuntos quando o pai morreu em 1691. 
John mudou-se para Londres em 1691 onde se terá sustentado dando aulas de matemática (área na qual se tinha formado formalmente). Vivia com William Pate, a quem Jonathan Swift apelidou de um "bel espirit". Publicou a obra "Of the Laws of Chance" (Sobre as Leis do Acaso) em 1692, uma tradução da obra de Christian Huygens, "De ratiociniis in ludo aleae". Este foi o primeiro trabalho sobre probablidades publicado na língua inglesa. A obra, que aplicava a área da probabilidade a jogos conhecidos, foi um sucesso e levou a que John se tornasse tutor particular de Edward Jeffreys, filho de Jeffrey Jeffreys, um membro do parlamento. Permaneceu neste posto mesmo depois do seu aluno entrar na Universidade de Cambridge em 1694, e foi nessa cidade que conheceu vários intelectuais que ensinavam matemática e medicina, incluindo o Dr. John Radcliffe, Isaac Newton e Samuel Pepys. Contudo, John não tinha dinheiro suficiente para ser estudante a tempo inteiro e tinha já uma boa educação embora adquirida informalmente. Entraria mais tarde na Universidade de St. Andrews como estudante de doutoramento em medicina a 11 de Setembro de 1696. Nesse mesmo dia, defendeu sete teses sobre medicina e recebeu o seu doutoramento.
Começou a escrever sátira em 1697, quando respondeu à obra "An Essay Towards a Natural History of the Earth and Terrestrial Bodies, Especially Minerals" (Um Ensaio Sobre a História Natural da Terra e dos Corpos Terrestres, Principalmente Minerais) do Dr. John Woodward com outro trabalho intitulado "An Examination of Dr. Woodward's Account" (Uma Análise à Consideração do Dr. Woodward). Satirizou a arrogância do trabalho assim como à insistência extraviada e aristotélica de Woodward de que aquilo que é atraente em teoria deve ser verdadeiro. Em 1701, John escreveu outro trabalho matemático intitulado "An Essay on the Usefulness of Mathematical Learning, In a Letter From a Gentleman in the City to his Friend in Oxford" (Um Ensaio Sobre a Utilidade da Aprendizagem da Matemática Numa Carta de Um Cavalheiro da Cidade Para o Seu Amigo em Oxford). O trabalho teve um sucesso moderado. John elogia a matemática como um método de libertar a mente da superstição.
Em 1702, John estava em Epsom quando o príncipe Jorge da Dinamarca, marido da rainha Ana, adoeceu. Segundo reza uma lenda, John conseguiu curar o príncipe. Segundo a mesma lenda, este tratamento valeu-lhe um convite para a corte. Também por volta de 1702, casou-se com uma mulher chamada Margaret cujo apelido de solteira poderá ter sido Wemyss. Apesar de não existirem registos de baptismo, é possível que o seu primeiro filho, George (que recebeu o nome em honra do príncipe) tenha nascido em 1703. Foi eleito Membro da Sociedade Real em 1704. Também graças à influência da rainha, foi nomeado Doutor de Medicina na Universidade de Cambridge a 6 de Abril de 1705.

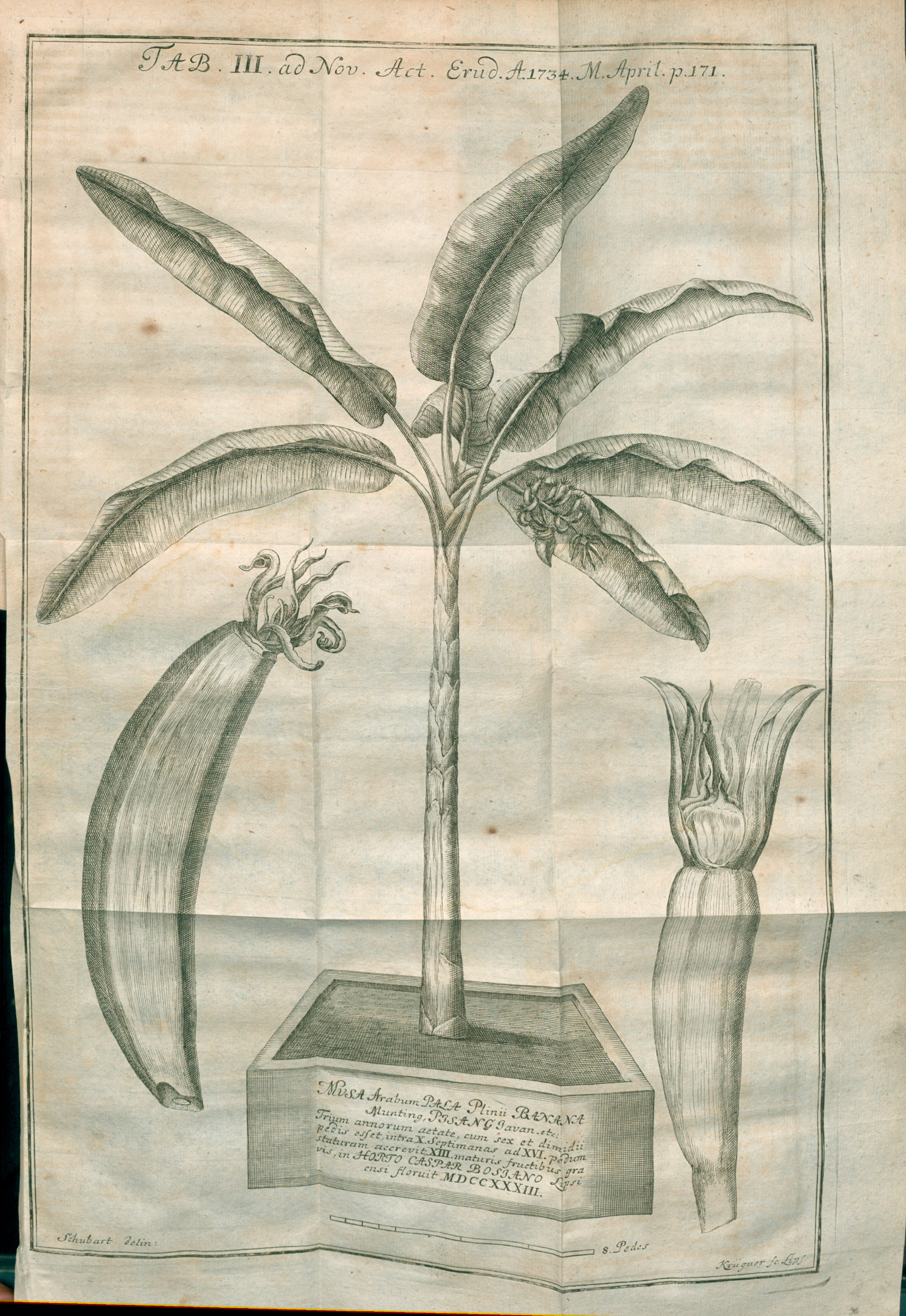
Ilustração publicada em, 1734

John não era uma pessoa amigável e Jonathan Swift afirmou que o único defeito que um inimigo lhe poderia atribuir era um ligeiro bambalear quando caminhava. A sua convivência e relações com a realeza tornaram-no numa figura importante dentro da Sociedade Real. Em 1705, tornou-se médico extraordinário da rainha Ana e, ao mesmo tempo, o seu livro "Historia Coelestius" foi colocado no quadro de espera para ser publicado. Isaac Newton e Edmund Halley queriam que fosse publicado imediatamente para servir como base de apoio aos seus trabalhos sobre orbitas, mas John Flamsteed, o Astrónomo Real, o responsável pela decisão, queria manter os dados do livro em segredo até John os aperfeiçoar. O resultado foi que, graças à sua relação com o príncipe Jorge, que tinha pago a obra, John forçou Flamsteed a permitir o seu lançamento, ainda que tivesse erros graves, em 1712. Sendo também um intelectual, John passou a interessar-se por antiguidades e publicou "Tables of Grecian, Roman and Jewish Measures, Weights and Coins, Reduced to the English Standard" em 1705, 1707, 1709 e, incluindo um prefácio (que indicava que o seu segundo filho, Charles, tinha nascido em 1705), em 1727 e 1747.